# 中国におけるフェミニズム
中国におけるフェミニズム（ちゅうごくにおけるフェミニズム）は、中国革命の傍ら20世紀に始まった。殊に中国では、マルクス主義が建国に関わったことから、フェミニズムが社会主義および階級問題と連携している。 

## 歴史
20世紀より前、女性は本質的に男性とは異なる存在だと認識されていた。道教では女性が陰、男性が陽であり、両性の質と重要さは同等であるにもかかわらず、女性は階層構造の宇宙で男性よりも低い地位に置かれていた。易経は次のように述べている。 「大いなる正義は、 男女が正しい位置すなわち天と地に応じた位置を占めることによって、示される」（「男女正天地之大義也」） 。女性は男性に忠実で従順でなければならなかった。女性は政府や共同体の集会に参加することも許されなかった。多くの女性と一部の男性が、こうした女性の低い地位に反対する意見を述べたが、20世紀初頭までほとんど成果はなかった。
国共内戦における中国共産党の勝利の後、政府の承認を得ることによって、女性人権団体の活動はしだいに活発になった。「中国の共産主義革命に伴う最も重要な変化と覚醒の一つは、活発で活動的な女性運動が起きたことである」。
1949年の建国以降の社会主義改造により、特に軽工業などで女性の社会進出が進み、「同一労働同一賃金」の原則により女性も男性と平等な社会的役割と責任を担ってきたが、1980年代に市場経済化が進むにつれ、経済格差が広がり、高い経済力を身につける女性が現れる一方で、競争激化のもとで、女性が不利な状況におかれる現象も現れ始めていた。研究によると、1970年代初頭と続く1980年代には、多くの中国のフェミニストは共産党政府が「階級の不平等が是正されたのちに達成されるべき課題として女性の解放を一貫して扱うようになったと評価していたが 、一部のフェミニストは政府が「平等」を同じであることだと解釈して、十分に検討されていない男性の基準にしたがって女性を扱うようになっているという傾向が、問題の一部となっていると主張することもある。
2001年、離婚の乱用の温床となっていたため、中国では婚姻法が改正された。
2005年、中国はセクシャルハラスメントの禁止が盛り込まれた婦女権益保障法という新たな法律を制定した。
2006年には上海市実施「中華人民共和国婦女権益保障法」弁法（草案）が起草され、セクシャルハラスメントがより詳しく明文化された。
2013年、23歳の曹菊という女性が新巨人培訓学校に対し訴訟を起こし、30000元と公式の謝罪を得た。これは中国における最初の性差別訴訟である。
2015年には、中国はドメスティックバイオレンス(以下DV)を禁止する最初の全国にわたる法律を制定した。同性カップルを除外し、性的暴行を言及していないものだったが、これにより初めてDVが定義された 。中国では2011年の李楊の事件よりDVについて人々の間で盛んに議論されてきた。2011年、李楊の妻キム・リー(Kim Lee, 中国名 李金)は中国のソーシャルメディア微博にアザのできた顔写真を投稿し、夫をDVで起訴した。彼女が後に「ニューヨークタイムズ」で語ったところによれば、警察は何ら犯罪は起こらなかったと告げたという。李楊は彼女を殴ったことを認めたが、プライベートなことを公の場に話したことで彼女を批判した。
ただし、2016年以降の観察では、中国のフェミニズムのラディカル化、女性優越主義化およびミサンドリー化が見られ、インターネットにおいて大漢民族主義をはじめとするナショナリズム、全体主義との軋轢も激化している。また、囲碁棋士の柯潔は2020年にネット上でフェミニズムを批判するコンテンツを多数投稿したため、女性からの批判が多く寄せられた。

## 西洋のフェミニズムとの違い
中国におけるフェミニズムは、男性と女性が生まれつきの区分であると考えた経緯がない点が、西洋のフェミニズムと違っている。むしろ、中国の文化は、男性と女性の区分は社会的に造られたと常に考えている。

## 著名な中国のフェミニスト
李小江は、中国における女性学の創始者であると、しばしば評されている。李小江の1983年の随筆「人類の進歩と婦女解放」(人类进步与妇女解放)は、中国で最初の女性学の出版である。2年後に女性学の協会が設立されている。
もう1人の20世紀前半の著名なフェミニストは、日本で亡命中の間に雑誌『天義』を創刊したアナキストの何殷震である。
兪正燮と袁枚は、中国で最初の男性のフェミニストである。
現代の中国のフェミニスト思想家、活動家、作家、法律家には、艾暁明、呂頻、趙思楽らがいる。

## 2015年における5人のフェミニストの逮捕
2015年3月7日、国際女性デーの前日に、5人の中国人フェミニストが"騒乱挑発罪"(寻衅滋事罪)で逮捕された。 李婷婷(Li Tingting、ニックネーム 麦子 Maizi)、韋婷婷(Wei Tingting)、鄭楚然(Zheng Churen、ニックネーム 大兔 Datu)、武嶸嶸(Wu Rongrong)、そして王曼(Wang Man)の5人である。
5人合わせて"フェミニスト・ファイブ(中国語: 女权五姐妹、英語: Feminist Five)"として知られる女性活動家たちは、長年ドメスティックバイオレンスに対する法律の整備を訴えてきた。また彼女たちは男女格差に対する抗議やLGBTの権利のためのパフォーマンスアートにも携わってきた。
彼女たちは公共交通機関におけるセクハラに対する抗議を計画していた。2015年4月、 国内からの激しい反発、またヒラリー・クリントンやサマンサ・パワーらからの呼びかけといった国際的な関心が高まったこともあって、5人は釈放された。